# Vedea (Teleorman)
Vedea is een Roemeense gemeente in het district Teleorman.
Vedea telt 3013 inwoners.